# Kilmovee
Kilmovee is een plaats in het Ierse graafschap County Mayo.